# Jidōhanbaiki ni Umarekawatta Ore wa Meikyū o Samayō
Jidōhanbaiki ni Umarekawatta Ore wa Meikyū o Samayō (Nhật: 自動販売機に生まれ変わった俺は迷宮を彷徨う dịch: Chuyển sinh thành máy bán hàng, tôi phiêu lưu trong mê cung) là một bộ light novel của Nhật Bản, do Hirukuma sáng tác và Itsuwa Kato (ấn bản gốc) và Yūki Hagure (ấn bản chỉnh sửa) vẽ minh họa. Bộ truyện ban đầu được đăng tải vào năm 2016 dưới dạng tiểu thuyết mạng trên trang web Shōsetsuka ni Narō. Cũng trong năm đó, tác phẩm được Kadokawa Shoten mua bản quyền và phát hành dưới dạng light novel. Phiên bản chuyển thể manga do Kunieda vẽ minh họa bắt đầu được đăng dài kỳ trên tạp chí manga shōnen Dengeki Daioh của ASCII Media Works từ tháng 8 năm 2021. Cả hai phiên bản light novel và manga đều đã được Yen Press mua bản quyền và phát hành bằng tiếng Anh. Phiên bản chuyển thể anime do Studio Gokumi và AXsiZ sản xuất được phát sóng từ tháng 7 đến tháng 9 năm 2023. Mùa hai đã khởi chiếu vào tháng 7 năm 2025.
Nội dung của bộ light novel xoay quanh một chiếc máy bán hàng có tri giác, có kiếp trước là một người bị đè chết bởi một chiếc máy bán hàng tự động. Anh chuyển sinh đến một thế giới mê cung kỳ ảo. Không lâu sau đó, anh gặp và kết bạn với Lammis, một nữ thợ săn trẻ tuổi, người đặt tên cho anh là "Boxxo" và bắt đầu mang anh trên lưng. Cả hai bắt đầu cuộc phiêu lưu cùng nhau trong mê cung.

## Nội dung
Một otaku vô danh tại Nhật Bản bị đè chết bởi chính một chiếc máy bán hàng tự động. Sau khi chết, anh được chuyển sinh vào mê cung của một thế giới giả tưởng dưới hình dạng một chiếc máy bán hàng có tri giác. Anh có thể nhìn và nghe, nhưng hoàn toàn không thể di chuyển, và chỉ có thể giao tiếp bằng những câu thoại được lập trình sẵn thường thấy tại máy bán hàng ở Nhật Bản như "Xin chào quý khách" hay "Đáng tiếc quá". Trong hình dạng mới, anh phát hiện mình có thể bán ra bất kỳ món hàng nào từng mua khi còn sống, và có thể chuyển doanh thu thành điểm để duy trì sự tồn tại. Anh cũng có thể dùng tiền xu dư để mở khóa thêm tính năng cho "cơ thể máy bán hàng" của mình, tự chọn món hàng và giá bán. Ngoài ra, anh còn có một số khả năng đặc biệt như biến hình, tàng hình, điều khiển từ xa (telekinesis) và triển khai lá chắn phòng ngự định hướng.
Bị bỏ lại giữa vùng hoang dã, anh gặp Lammis, một nữ thợ săn trẻ tuổi sở hữu kỹ năng đặc biệt mang tên "Phước lành của Sức mạnh", khiến cô có sức mạnh phi thường nhưng lại khó kiểm soát. Sau khi anh bán cho cô vài món ăn lúc cô đang đói, họ đã trở nên thân thiết. Cô đặt tên anh là "Boxxo" và bắt đầu mang anh trên lưng. Trọng lượng của Boxxo giúp Lammis kiểm soát sức mạnh tốt hơn, và đồng thời cũng cho phép anh "di chuyển" gián tiếp. Câu chuyện theo chân cuộc hành trình của cả hai nhân vật trong việc khám phá mê cung và gặp gỡ các nhân vật khác trên đường đi.

### Bối cảnh
Trong phần hậu ký của tập đầu tiên, Hirukuma chia sẻ về quá trình hình thành và xuất bản Jidōhanbaiki ni Umarekawatta Ore wa Meikyū o Samayō. Ban đầu, ông phụ giúp công việc kinh doanh độc lập của cha mình, nhưng sau khi cha ông qua đời vì té ngã từ độ cao lớn, ông đã đóng cửa việc kinh doanh và quyết tâm theo đuổi ước mơ trở thành nhà văn. Hirukuma cho biết cái chết của cha khiến ông mắc chứng sợ độ cao, và từng tự hỏi: "Mình sẽ chết bất ngờ giống như cha sao? Liệu mình đã thực sự sống hết mình chưa?" Trên trang web Shōsetsuka ni Narō, ông đã đăng tải nhiều tác phẩm khác nhau, bao gồm một bộ truyện isekai khác và một tiểu thuyết chiến đấu lấy bối cảnh tương lai, nhưng đều không thành công.
Jidōhanbaiki ni Umarekawatta Ore wa Meikyū o Samayō được ông xem là nỗ lực cuối cùng sau bốn năm thất bại trong việc sáng tác. Hirukuma viết: "Đây là một tác phẩm kỳ ảo và nguyên bản – thứ mà tôi thật sự muốn viết [...] Không phải là tiểu thuyết được điều chỉnh theo thị hiếu người đọc, cũng không phải thứ tôi phải vắt óc để xây dựng cốt truyện. Tôi chỉ viết theo phong cách của mình, và nó lại là tác phẩm được yêu thích nhất".

## Nhân vật
Boxxo (ハッコン Hakkon)
Lồng tiếng bởi: Jun Fukuyama
Nhân vật chính của bộ truyện. Trước khi chuyển sinh, Boxxo là một otaku, anh không may bị một chiếc máy bán hàng đè chết. Sau khi được tái sinh, anh trở thành một chiếc máy bán hàng có tri giác trong một thế giới giả tưởng. Tên gọi hiện tại của anh là do Lammis đặt. Là một máy bán hàng, Boxxo chỉ có thể giao tiếp bằng các câu thoại được lập trình sẵn và không thể tự di chuyển, nhưng anh vẫn có thể suy nghĩ, nhìn và nghe bình thường. Anh có khả năng bán và phân phát vô hạn các vật phẩm, đổi lại sẽ nhận điểm để nâng cấp bản thân. Anh có thể làm biến mất bao bì thực phẩm, được tích hợp máy đánh bạc kỹ thuật số nhỏ, có thể biến hình, tạo lá chắn bảo vệ (cho phép người và vật đi qua nếu được phép), dùng năng lực điều khiển đồ vật từ xa (telekinesis), và thỉnh thoảng tặng vật phẩm miễn phí cho người khác.
Lammis (ラッミス Rammisu)
Lồng tiếng bởi: Kaede Hondo
Một nữ thợ săn trẻ tuổi, năng động và có khả năng đặc biệt gọi là "Phước lành của Sức mạnh", khiến cô sở hữu sức mạnh thể chất phi thường, nhưng lại khó kiểm soát nó. Khi cô mang Boxxo trên lưng, khả năng kiểm soát sức mạnh của cô trở nên tốt hơn. Lammis sống tại địa tầng Clearflow Lake và là người giúp Boxxo di chuyển. Cô có tình cảm đặc biệt sâu sắc với anh, vì cô rất sợ mất đi bạn bè hoặc người thân, do cha mẹ mình từng bị quái vật giết hại. Vì mối liên kết sâu sắc với Boxxo, Lammis dễ xúc động khi họ bị chia cách và sẽ làm mọi cách để tìm lại anh.
Hulemy (ヒュールミ Hyūrumi)
Lồng tiếng bởi: Shiki Aoki
Bạn thời thơ ấu của Lammis và có tính cách như một chị đại. Cô là nhà chế tạo vật phẩm phép thuật tài năng với tính cách mạnh mẽ, hơi nam tính. Cô cũng là người đầu tiên phát hiện bên trong Boxxo có linh hồn con người. Cha mẹ của cô cũng ra đi vì quái vật.
Suori (スオリ)
Lồng tiếng bởi: Shizuku Hoshinoya
Con gái của một gia đình tài phiệt giàu có, có tính cách ích kỷ, kiêu ngạo và cứng đầu. Suori rất quan tâm đến Boxxo, thậm chí từng có ý định mua anh về. Đối thủ của cô là Kanashi, người mà cô cực kỳ căm ghét.
Hội trưởng Gấu (熊会長 Kuma Kaichō)
Lồng tiếng bởi: Atsushi Miyauchi
Một con gấu, là hội trưởng của Hiệp hội Thợ săn tại địa tầng Clearflow Lake. Tên thật của ông là Bommy (ボミー Bomī).
Kerioyl (ケリオイル Kerioiru)
Lồng tiếng bởi: Kazuya Nakai
Thủ lĩnh của nhóm Menagerie of Fools. Tự cao và kiêu ngạo nhưng rất giỏi chiến đấu. Boxxo có mâu thuẫn cá nhân với hắn.
Filmina (フィルミナ Firumina)
Lồng tiếng bởi: Ai Kayano
Phó thủ lĩnh của nhóm Menagerie of Fools. Cô thường xuyên khó chịu với thái độ kiêu ngạo của Kerioyl.
Shui (シュイ)
Lồng tiếng bởi: Miyu Tomita
Một nữ thợ săn, bạn của Lammis, thành viên của Menagerie of Fools. Cô có khẩu phần ăn cực kỳ lớn.
Shirley (シャーリィ Shārī)
Lồng tiếng bởi: Nanako Mori
Một người phụ nữ xinh đẹp và lịch thiệp điều hành "doanh nghiệp về đêm" tại địa tầng Clearflow Lake. Boxxo có cảm tình với cô.
Aka (赤)
Lồng tiếng bởi: Daiki Yamashita
Thành viên của Menagerie of Fools.
Shiro (白)
Lồng tiếng bởi: Junya Enoki
Thành viên của Menagerie of Fools.
Mishuel (ミシュエル Mishueru)
Lồng tiếng bởi: Takuya Eguchi
Một thợ săn điển trai, vẻ ngoài quyến rũ nhưng tính cách nhút nhát và ít giao tiếp. Sau này cũng gia nhập nhóm Menagerie of Fools.
Suco (スコ Suko), Pell (ペル Peru), Short (ショート Shōto), và Mikenne (ミケネ Mikene)
Suco: Lồng tiếng bởi: Shiori Izawa
Pell: Lồng tiếng bởi: Yū Serizawa
Short: Lồng tiếng bởi: Sora Tokui
Mikenne: Lồng tiếng bởi: Rena Maeda
Một nhóm cầy mực, xuất hiện về sau và gia nhập nhóm Menagerie of Fools.
Missus (おかみさん Okami-san) và Munami (ムナミ)
Missus: Lồng tiếng bởi: Risa Hayamizu
Munami: Lồng tiếng bởi: Yuko Okui
Hai người phụ nữ làm việc tại một quán trọ ở địa tầng Clearflow Lake, bạn thân của Lammis.
Acowi (アコウイ Akoui)
Lồng tiếng bởi: Hisako Tōjō
Trưởng Thương hội Giao dịch.
Gocguy (ゴッガイ Goggai)
Lồng tiếng bởi: Akinori Egoshi
Người giúp việc của Acowi.
Karios (カリオス Kariosu) và Gorth (ゴルス Gorusu)
Karios: Lồng tiếng bởi: Taketora
Gorth: Lồng tiếng bởi: Toshiki Iwasawa
Hai vệ binh bảo vệ địa tầng Clearflow Lake.
Gugoyle (グゴイル Gugoiru)
Lồng tiếng bởi: Shinya Takahashi
Một tên trộm từng cố trộm Boxxo.
May (メイ Mei)
Lồng tiếng bởi: Akane Yabushima
Một bé gái từng trúng thưởng vật phẩm miễn phí từ Boxxo. Là cháu gái của Shimelai và Yumite.
Kanashi (カナシ)
Lồng tiếng bởi: Misaki Watada
Đối thủ của Suori, có tính cách tương đồng.
Hoxie
Chủ trại trẻ mồ côi tại tầng Origin, cũng là một thợ săn lão luyện.
Shimelai và Yumite
Một cặp vợ chồng già, là thợ săn dày dạn kinh nghiệm và là ông bà của May.
Vua Linh Hồn (死霊王 Shiryō Ō)
Lồng tiếng bởi: Yasuhiro Mamiya
Một xác sống hùng mạnh, là thành viên của phe Vua Địa Ngục.
Vua Địa Ngục (冥府の王 Meifu no Ō)
Lồng tiếng bởi: Show Hayami
Quái vật mạnh nhất trong mê cung, là tay sai của Ma Vương. Hắn được cho là biết rõ nguồn gốc của Boxxo, và từng dụ các thợ săn vào mê cung để giết họ và sử dụng thi thể của họ để tạo ra đội quân xác sống.
Ma Vương
Chủ nhân của Vua Địa Ngục, cai trị vùng đất phía bắc của mê cung.

## Truyền thông

### Light novel
Hirukuma ban đầu đăng tải bộ truyện dưới dạng tiểu thuyết mạng trên trang web Shōsetsuka ni Narō, từ ngày 3 tháng 3 đến ngày 18 tháng 12 năm 2016.
Sau đó, Kadokawa Shoten đã mua bản quyền để phát hành dưới dạng light novel. Tập đầu tiên được xuất bản vào ngày 1 tháng 8 năm 2016. Tại sự kiện Anime Expo 2017, Yen Press thông báo rằng họ đã mua bản quyền phát hành bộ truyện bằng tiếng Anh.

Nhân dịp loạt anime chuyển thể được phát sóng, Kadokawa cũng đã phát hành ấn bản chỉnh sửa của light novel, do Yūki Hagure vẽ minh họa.
| # | Ngày phát hành                                                        | ISBN                                                    |
| - | --------------------------------------------------------------------- | ------------------------------------------------------- |
| 1 | Ngày 1 tháng 8 năm 2016 (bản gốc) Ngày 30 tháng 6 năm 2023 (tái bản)  | 978-4-04-104728-6 (bản gốc) 978-4-04-111959-4 (tái bản) |
| 2 | Ngày 1 tháng 10 năm 2016 (bản gốc) Ngày 1 tháng 9 năm 2023 (tái bản)  | 978-4-04-104729-3 (bản gốc) 978-4-04-111960-0 (tái bản) |
| 3 | Ngày 1 tháng 2 năm 2017 (bản gốc) Ngày 28 tháng 12 năm 2023 (tái bản) | 978-4-04-105174-0 (bản gốc) 978-4-04-111961-7 (tái bản) |
| 4 | Ngày 1 tháng 7 năm 2025                                               | —                                                       |

### Manga
Phiên bản chuyển thể manga do Kunieda vẽ minh họa bắt đầu được đăng dài kỳ trên tạp chí manga shōnen Dengeki Daioh của ASCII Media Works vào ngày 27 tháng 8 năm 2021. Bộ manga cũng đã được Yen Press mua bản quyền và phát hành dưới định dạng số.
| # | Ngày phát hành           | ISBN              |
| - | ------------------------ | ----------------- |
| 1 | Ngày 25 tháng 3 năm 2022 | 978-4-04-914323-2 |
| 2 | Ngày 25 tháng 3 năm 2023 | 978-4-04-914964-7 |

### Anime
Vào tháng 8 năm 2022, có thông báo rằng bộ truyện sẽ được chuyển thể thành anime. Sau đó, dự án được xác nhận là loạt anime truyền hình do Slow Curve sản xuất, Studio Gokumi và AXsiZ phụ trách hoạt hình, Noriaki Akitaya làm đạo diễn chính. Masayuki Takahashi đảm nhiệm vai trò trợ lý đạo diễn, Tatsuya Takahashi phụ trách kịch bản, Takahiro Sakai thiết kế nhân vật và Yuta Uraki cùng Keita Takahashi phụ trách sáng tác nhạc. Mùa một được phát sóng từ ngày 5 tháng 7 đến ngày 20 tháng 9 năm 2023 trên kênh Tokyo MX và một số kênh khác. Bài hát ở phần mở đầu là "Fanfare" (ファンファーレ) do BRADIO trình bày, còn bài hát kết thúc là "Itsumo no Soup" (いつものスープ "Món súp thường ngày") do Peel the Apple trình bày. Crunchyroll giữ bản quyền phát sóng bên ngoài khu vực châu Á.
Sau khi tập cuối của mùa một được phát sóng, mùa hai đã được công bố. Dàn nhân sự và diễn viên lồng tiếng được xác nhận sẽ giữ nguyên, ngoại trừ vị trí đạo diễn chính được thay thế bởi Takashi Yamamoto, thay cho Akitaya. Mùa hai bắt đầu phát sóng vào ngày 2 tháng 7 năm 2025. Bài hát ở phần mở đầu là "Mirai Cider" (未来サイダー) do BRADIO trình bày, còn bài hát kết thúc là "Boku Dake no Chiheisen" (僕だけの地平線 Đường chân trời của riêng tôi) do Aina Aiba trình bày.

#### Danh sách tập phim

##### Mùa 1 (2023)
| TT. tổng thể | TT. trong mùa phim | Tiêu đề | Đạo diễn                         | Biên kịch         | Kịch bản phân cảnh                 | Ngày phát hành gốc  |
| ------------ | ------------------ | --- | -------------------------------- | ----------------- | ---------------------------------- | ------------------- |
| 1            | 1                  | "The Vending Machine Travels" Chuyển ngữ: "Jidōhanbaiki, Idō Suru" (tiếng Nhật: 自動販売機、移動する)                           | Mihiro Yamaguchi                 | Tatsuya Takahashi | Noriaki Akitaya                    | 5 tháng 7 năm 2023  |
| 2            | 2                  | "The King Frog Fiend Appears" Chuyển ngữ: "Ōkawazujinma ga Arawareta" (tiếng Nhật: 王蛙人魔が現れた)                            | Tatsuya Fujinaka                 | Yutaka Yasunaga   | Royden B & Hiroyuki Ōshima         | 12 tháng 7 năm 2023 |
| 3            | 3                  | "Rebuilding" Chuyển ngữ: "Fukkō" (tiếng Nhật: 復興)                                                                             | Masateru Nomi                    | Tatsuya Takahashi | Hiroyuki Ōshima                    | 19 tháng 7 năm 2023 |
| 4            | 4                  | "Boxxo Is Abducted" Chuyển ngữ: "Hakkon, Yūkai Sareru" (tiếng Nhật: ハッコン、誘拐される)                                       | Mihiro Yamaguchi                 | Yutaka Yasunaga   | Hirokazu Yamada                    | 26 tháng 7 năm 2023 |
| 5            | 5                  | "Vanity, Pride, and Vending Machine" Chuyển ngữ: "Mie to Puraido to Jidōhanbaiki" (tiếng Nhật: 見栄とプライドと自動販売機)      | Sumito Sasaki                    | Yutaka Yasunaga   | Waruo Suzuki                       | 2 tháng 8 năm 2023  |
| 6            | 6                  | "The Fighting Vending Machine" Chuyển ngữ: "Tatakau Jidōhanbaiki" (tiếng Nhật: 戦う自動販売機)                                  | Tōru Hamasaki                    | Tatsuya Takahashi | Hikaru Takeuchi & Kōji Yoshikawa   | 9 tháng 8 năm 2023  |
| 7            | 7                  | "The Voracious Devils" Chuyển ngữ: "Bōshoku no Akumadan" (tiếng Nhật: 暴食の悪魔団)                                             | Tatsuya Fujinaka                 | Yutaka Yasunaga   | Yō Nakano & Noriaki Akitaya        | 16 tháng 8 năm 2023 |
| 8            | 8                  | "The Flame Skeletitan of the Labyrinth Stratum" Chuyển ngữ: "Meiro Kaisō no Enkyokotsuma" (tiếng Nhật: 迷路階層の炎巨骨魔)      | Sumito Sasaki                    | Tatsuya Takahashi | Kazuma Takeya & Masayuki Takahashi | 23 tháng 8 năm 2023 |
| 9            | 9                  | "A Less-than-Ideal Hero" Chuyển ngữ: "Risō no Eiyū Miman" (tiếng Nhật: 理想の英雄未満)                                          | Masateru Nomi                    | Yutaka Yasunaga   | Waruo Suzuki                       | 30 tháng 8 năm 2023 |
| 10           | 10                 | "Gastric Measures" Chuyển ngữ: "Ibukuro no Hate ni" (tiếng Nhật: 胃袋の果てに)                                                  | Sumito Sasaki                    | Tatsuya Takahashi | Shin'ichi Tanabe                   | 6 tháng 9 năm 2023  |
| 11           | 11                 | "The Dead's Lament Stratum" Chuyển ngữ: "Mōja no Nageki Kaisō" (tiếng Nhật: 亡者の嘆き階層)                                     | Sumito Sasaki & Masateru Nomi    | Yutaka Yasunaga   | Waruo Suzuki                       | 13 tháng 9 năm 2023 |
| 12           | 12                 | "What Can Be Done as a Vending Machine" Chuyển ngữ: "Jidōhanbaiki Toshite Dekiru Koto" (tiếng Nhật: 自動販売機として出来ること) | Sumito Sasaki & Tatsuya Fujinaka | Tatsuya Takahashi | Sumito Sasaki & Noriaki Akitaya    | 20 tháng 9 năm 2023 |

##### Mùa 2 (2025)
| TT. tổng thể | TT. trong mùa phim | Tiêu đề                                                                           | Đạo diễn     | Biên kịch         | Storyboarded by  | Ngày phát hành gốc |
| ------------ | ------------------ | --------------------------------------------------------------------------------- | ------------ | ----------------- | ---------------- | ------------------ |
| 13           | 1                  | "Hunters and Motives" Chuyển ngữ: "Hantā to Omowaku" (tiếng Nhật: ハンターと思惑) | Yukio Kuroda | Tatsuya Takahashi | Takashi Yamamoto | 2 tháng 7 năm 2025 |
| 14           | 2                  | "Mutual Understanding" Chuyển ngữ: "Ishi no Sotsū" (tiếng Nhật: 意思の疎通)       | TBA          | TBA               | TBA              | 9 tháng 7 năm 2025 |

## Đón nhận
Jidōhanbaiki ni Umarekawatta Ore wa Meikyū o Samayō đã nhận được nhiều đánh giá tích cực từ giới phê bình. Theron Martin của Anime News Network đã đánh giá tích cực tập đầu tiên, khen ngợi cách tiếp cận độc đáo của tác phẩm đối với thể loại isekai, phong cách viết của tác giả Hirukuma, cũng như mối quan hệ giữa hai nhân vật Boxxo và Lammis, mà ông cho là ấn tượng và không cần phải "dựa vào những chiêu trò sáo mòn". Martin nhận xét rằng "ý tưởng kỳ lạ của bộ tiểu thuyết này là thứ thu hút sự chú ý của độc giả, nhưng phần viết đủ tốt để giữ chân họ". Tuy nhiên, ông cũng chỉ trích yếu tố fan service trong truyện là gượng ép, cùng với các yếu tố trò chơi nhập vai quen thuộc trong thể loại isekai. Tương tự, Robert Frazer từ UK Anime Network nhận xét rằng Jidōhanbaiki ni Umarekawatta Ore wa Meikyū o Samayō là "làn gió mới giúp gột rửa sự nhàm chán của thể loại isekai", và rằng "thật thú vị và kỳ lạ khi đánh bại kẻ phản diện bằng Diet Coke và Mentos thay vì chỉ tung ra một chiêu blast kiểu Siêu Saiyan".
Rebecca Silverman và Lynzee Loveridge, trong chuyên mục Spring 2018 Light Novel Guide của Anime News Network, cũng đánh giá cao phần bối cảnh của truyện, nhưng cho rằng văn phong "có phần giống như fan-fiction". Tuy vậy, họ vẫn đánh giá đây là một tác phẩm "cuốn hút và đáng để đọc”, với định dạng trình bày tương tự như Tôi là nhện đấy, có sao không? và Về chuyện tôi chuyển sinh thành Slime. Ngoài ra, Loveridge còn liệt kê cái chết của nhân vật chính – "bị đè chết bởi máy bán hàng" – vào danh sách "7 cái chết isekai kỳ lạ nhất".